# Twitterトレンド

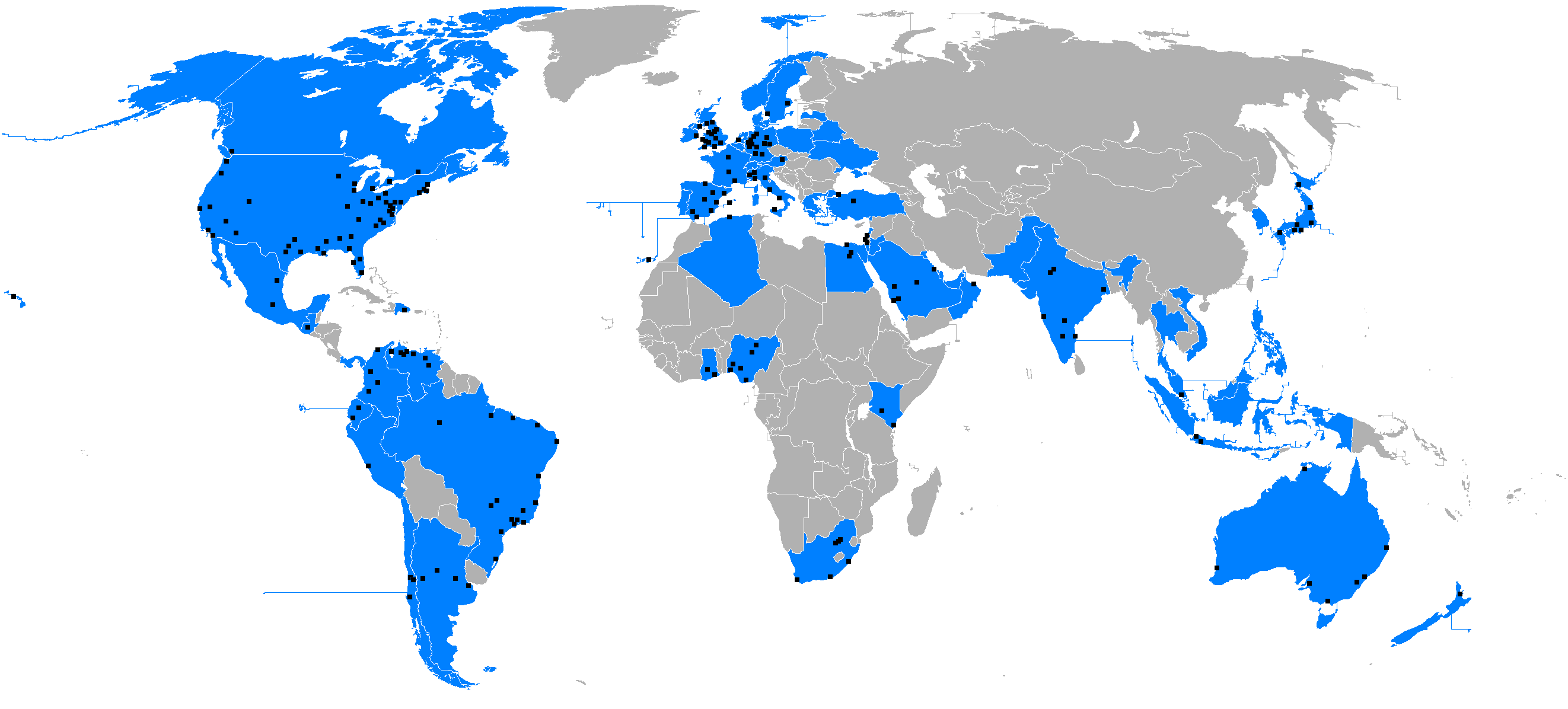
Twitter上で場所別のトレンドが表示される国・地域

Twitterトレンド（ツイッタートレンド）は、Twitterで他の言葉よりも高い割合で言及されている単語・フレーズ・トピックのことである。単純に「トレンドトピック」や「トレンド」とも呼ばれる。Twitterトレンドは、アルゴリズムによって決定されている。

## 概要
トレンドトピックはユーザーの協調的な努力や、人々が特定の話題について話す出来事があることで生ずる。影響力の強い話題の一例としては、サンディエゴでの山火事、東日本大震災、人気のスポーツイベント、イランやエジプトでの政治的暴動などが挙げられている。これらのトピックは、TwitterとTwitterユーザーにとって、世界で何が起こっているのか、それに対して人々の意見はどうなっているのかを理解するのに役立っている。
トレンドトピックは、特定の有名人・社会現象のファンの協調的な努力などによって生ずる場合もあり、Twitterは過去にトレンドのアルゴリズムを変更して対応しようとしたものの、成果自体は限定的なものとなった。
2021年には「#Twitterトレンド大賞」が実施され、同年7月25日に多く投稿された「金メダル」がRANK 1に輝いた。
2018年のTwitterトレンドを元にしている研究結果によれば、
- 68%以上のトレンドはハッシュタグ付きのものであった[1]。
- 45%ほどのトレンドは1つ以上の単語を有していた[1]。
- トレンドの平均文字数は13文字であった[1]。
- 28%のトレンド（2018年は977件）が10分以内にトレンド入りしている[1]。
- 平均して、特定の話題がトレンドのトップ10に入るためには11万2000ツイート以上、1位になるには26万3000ツイートが必要とされる[1]。
- 1番トレンドの割合が高い英語は全体のトレンドの39%を占め、2番目に20%のアラビア語、3位に7%のスペイン語と続いた[1]。

## ルール
公式はルールを明言していないが定説では、3文字の文字列はトレンド入りせず4文字以上必要とされる。
また「#(ハッシュタグ)+ひらがな4文字」は5文字だがトレンド入りしないとされる。

## 論争
Twitterは悪質・攻撃的なハッシュタグ付きトレンドを除外している。例えば、#Thatsafricanや#thingsdarkiessayなどのハッシュタグは不快であるとユーザーが不平を述べたため、除外された。他にも、Twitterが#NaMOinHydをトレンドリストから削除した一方で、インド国民会議主催のハッシュタグを追加した疑惑がもたれている。
2019年、世界のトレンドのうちの20%が、トルコを発祥とする偽アカウントや危険なアカウントを元にして自動的に制作されたフェイクであることが判明していた。その中では2015年から10万8000件のアカウントが用いられていた上で、広告や政治運動を始めとした1万9000件のキーワードを一括ツイートしてトルコにおけるトレンド上位に押し上げたと報告されている。
2020年、日本で「＃検察庁法改正案に抗議します」のトレンドがTwitterで浮上し、2020年5月9日夜から10日午後までの間に380万件超えのツイートが寄せられた。NHKの分析によれば、最初の投稿は5月8日に行われたものであったが、同月9日になってから俳優やミュージシャンなどでも賛同する意見が見られ、同時期に「検察庁法の審議」「政治的発言」などの関連ワードもトレンドに入ったという。その後も、政治的な意味合いを込めて「〇〇に抗議します」という文言がハッシュタグ付きで投稿される事態となった。この影響を受けて、1人で多重投稿をしているアカウントが実際に発見されたため、「スパムツイートが全体の9割を占めた」とする意見も出た。ねとらぼの調査によれば、全体の4.87%はスパムによるツイートだとしており、ネット上での「削除されたスパム投稿もあった」という意見も拾っている。
政治的な意味合いを持つTwitterトレンドは、日本では日本郵政の同一労働同一賃金を巡る一件でも見られた。非正規社員の待遇改善と正規社員の手当減額を日本郵政が行う話が朝日新聞に掲載されたところ、Twitterトレンドで1位を獲得し、Twitter内での議論が起こった。
2022年のイーロン・マスクによるTwitter買収に伴い、日本支社の広報部門等が主体となって結成されていたキュレーションチームの所属員のほぼ全てが解雇されると、Twitter公式のニュースフィードやモーメントが完全停止し、朝日新聞やテレビ朝日、ハフポストなどの左翼紙・メディアのニュースの表示頻度が低下する事態に発展、これに対して「以前よりジェンダーやLGBT問題、反原発、主婦アカウントによる育児の愚痴などがタイムラインに多く表示されていたものが、現在はこれらの特定のキーワードに紐づくツイートの表示回数が減ったのも、これらのツールがアルゴリズムから一部削除されたことが理由」とメディアが報じている等、Twitter運営の一部社員によって特定メディアのニュース等に付随したツイートを意図的に表示頻度を上げるようにアルゴリズムを組むなど、トレンド等が操作されていた可能性を指摘している。